# Chrysothesium aureum
Chrysothesium aureum är en sandelträdsväxtart som först beskrevs av Jaub. & Spach, och fick sitt nu gällande namn av R. Hendrych. Chrysothesium aureum ingår i släktet Chrysothesium och familjen sandelträdsväxter. Inga underarter finns listade i Catalogue of Life.